# Arenahippus
Arenahippus es un género extinto de mamífero ungulado de la familia de los équidos. Las tres especies del género fueron durante largo tiempo considerados como pertenecientes a Hyracotherium. Sus restos se han hallado en América del Norte, en el Eoceno. Un estudio publicado en 2012 encontró que Arenahippus es sinónimo de Sifrhippus.